# Януш, Юлиуш
Юлиуш Януш (пол. Juliusz Janusz; род. 17 апреля 1944, Лычана, Польша) — польский прелат и ватиканский дипломат. Титулярный архиепископ Каорле с 25 марта 1995. Апостольский нунций в Руанде с 25 марта 1995 по 26 сентября 1998. Апостольский нунций в Мозамбике с 26 сентября 1998 по 9 апреля 2003. Апостольский нунций в Венгрии с 9 апреля 2003 по 10 февраля 2011. Апостольский нунций в Словении и апостольский делегат в Косово с 10 февраля 2011 по 21 сентября 2018.

## Биография
Закончил краковскую Высшую духовную семинарию. 19 марта 1967 года Юлиуш Януш был рукоположён в сан священника архиепископом архиепархии Кракова Каролем Войтылой, будущим папой римским Иоанном Павлом II.
25 марта 1995 года назначен папой римским Иоанном Павлом II апостольским нунцием в Руанде и рукоположён в титулярного архиепископа города Каорле 8 мая 1995 года кардиналом Анджело Содано в сослужении с архиепископом Кракова кардиналом Франтишеком Махарским и президентом Папского совета по межрелигиозному диалогу кардиналом кардиналом Фрэнсисом Аринзе.
26 сентября 1998 года Юлиуш Януш был назначен апостольским нунцием в Мозамбике и 9 апреля 2003 года — в Венгрии.
10 февраля 2011 года Юлиуш Януш был назначен Святым Престолом апостольским нунцием в Словении с одновременным назначением апостольским делегатом в Косово.